# 酒井教全
酒井 教全（さかい たかまさ、1988年7月28日 - ）は、日本の元ラグビーユニオン選手。現在ジャパンラグビーリーグワン埼玉パナソニックワイルドナイツの渉外・広報を務めている。

## プロフィール
- 埼玉県出身。
- ポジションはウィング(WTB)。
- 身長 172 cm、体重 75 kg
- ニックネームはちゃがま、しるしる[2]。
- U19日本代表[3] やU20日本代表[4] に選ばれたことがある。

## 略歴
13歳からラグビーを始めた。
2007年、深谷高校卒業後、同志社大学に入る。
2011年、同志社大学卒業後、三洋電機ワイルドナイツ（現・埼玉パナソニックワイルドナイツに加入。
2014年9月21日に行われたジャパンラグビートップリーグ第5節の宗像サニックスブルース戦にて途中出場で公式戦初出場を果たす。
2016年、現役を引退した。